# Хаммерер, Рези
Терезе «Рези» Хаммерер (нем. Therese „Resi“ Hammerer, 18 февраля 1925, Хиршег (Клайнвальзерталь), Австрия — 14 июня 2010) — австрийская горнолыжница, бронзовый призёр Олимпийских игр в Санкт-Морице (1948) в скоростном спуске.
Начала заниматься горнолыжным спортом в подростковом возрасте. В 1944 и 1945 гг. становилась чемпионкой Швабии. В 1947 году побеждает в слаломе на чемпионате Австрии.
На зимних Олимпийских играх 1948 г. выигрывает бронзу в скоростном спуске, эта медаль идет в зачет чемпионата мира. В 1949 году выигрывает три «золота» на национальном первенстве — в слаломе, скоростном спуске и комбинации. После неудачного выступления на чемпионате мира 1950 года в Аспене (США) заканчивает спортивную карьеру. Впоследствии занимается производством спортивной одежды для горнолыжников, открыв собственные магазины в Брегенце, Вене и Линце. Также была известна как создатель коллекций национальной австрийской одежды, за что неоднократно отмечалась различными премиями.